# قلعة يار (زاز الشرقي)
قلعة یار (بالفارسية: گله یار) هي قرية تقع في إيران في قسم زاز الشرقي الریفي. يقدر عدد سكانها بـ 233 نسمة بحسب إحصاء 2016.